# Cordelia Bugeja
Pour les articles homonymes, voir Bugeja.
Cordelia Bugeja est une actrice britannique née le 5 mars 1976 à Chichester en Angleterre. 

## Filmographie
- 1993 : Eye of the Storm : Nell Frewen
- 1993 : Conjugal Rites : Gillian Masefield
- 1993 : Strawberries
- 1995 : Inspecteur Wexford (The Ruth Rendell Mysteries) : Rosario
- 1999 : Family Affairs : Melanie Hart
- 2000 : Casualty : Jane
- 2000 : Sundae : Annarita
- 2000 : The Calling : la jeune nurse
- 2001 : Swimming Pool : La Piscine du danger : Mel
- 2003 : EastEnders : Nikki
- 2004 : Gaby & the Girls : Gaby Bellamy
- 2004 : When I'm Sixty-Four
- 2004 : Affaires non classées (Silent Witness) : Docteur Bennett
- 2005 : Hercule Poirot (série TV, épisode Cartes sur table) : Mrs Luxmore
- 2006 : Les Arnaqueurs VIP (Hustle) : la réceptionniste
- 2006 : Vital Signs : Miss McCabe
- 2006 : Respectable : Kate
- 2006 : Not Going Out : Julia
- 2007 : The Bill : Nina Lloyd
- 2007 : Doctors : Chloe Barnett
- 2007 : The IT Crowd : Abi
- 2007 : Christmas at the Riviera : Samantha
- 2008 : MindFlesh : Lyn
- 2008 : The Crew : Debs